# Alderia willowi
Alderia willowi is een slakkensoort uit de familie van de Limapontiidae. De wetenschappelijke naam van de soort is voor het eerst geldig gepubliceerd in 2007 door Krug, Ellingson, Burton & Valdés.
De slak werd ontdekt door een team onder leiding van Patrick Krug van California State University, Los Angeles. De soort is vernoemd naar Krugs oma en naar het bekende personage Willow Rosenberg uit Buffy the Vampire Slayer vanwege de wisselende geslachtskenmerken die de zeeslak kan ondergaan, die vergelijkbaar zijn met de seksuele oriëntatie die het personage van Willow onderging in het vierde seizoen van de serie.